# Aeroportul Marrakesh Menara
Aeroportul Marrakesh Menara (IATA: RAK, ICAO: GMMX) este un aeroport din Marrakech, Marrakesh Prefecture⁠(d), Marrakesh-Safi⁠(d), Maroc ce deservește zona Marrakech. Aeroportul a fost tranzitat în 2022 de 4.903.681 de pasageri. A fost deschis în 1942 și numit după zona deservită.
Situat la o altitudine de 468 m, aeroportul dispune de 1 pistă. Este operat de ONDA⁠(d).

## Infrastructură

### Piste
Aeroportul dispune de o singură pistă. Pista 10/28 are suprafața de asfalt și dimensiunile 3.100 m × 45 m. 